# Brigitte Bardot
Brigitte Anne-Marie Bardot (/brɪˌʒiːt bɑːrˈdoʊ/ ⓘ brizh-EET bar-DOH; tiếng Pháp: [bʁiʒit baʁdo] ⓘ; sinh ngày 28 tháng 9 năm 1934), thường được gọi theo tên viết tắt là B.B., là một cựu nữ diễn viên, ca sĩ và hiện là nhà hoạt động vì quyền động vật người Pháp. Nổi tiếng vì hóa thân vào các nhân vật cởi mở về tình dục cùng lối sống khoái lạc, bà là một trong những biểu tượng sex danh tiếng nhất ở cuối thập niên 1950 và 1960. Mặc dù đã rút khỏi ngành công nghiệp giải trí vào năm 1973, bà vẫn là một biểu tượng văn hóa đại chúng lớn.
Sinh ra và lớn lên tại Paris, Bardot có khát vọng làm vũ công ba lê khi lớn lên. Bà bắt đầu theo đuổi sự nghiệp diễn xuất vào năm 1952. Bà được khán giả quốc tế chú ý vào năm 1957 với vai diễn trong Et Dieu... créa la femme (1956), đồng thời lọt vào mắt xanh của tầng lớp trí thức. Bà là đối tượng trong bài luận The Lolita Syndrome chắp bút năm 1959 của Simone de Beauvoir, miêu tả bà là "lá cờ đầu của lịch sử phụ nữ" và được xây dựng dựa tên các đề tài hiện sinh nhằm biến bà thành người phụ nữ đầu tiên và tự do nhất ở đất nước Pháp thời hậu chiến. Bardot sau đó đóng trong phim Le Mépris (1963) của Jean-Luc Godard. Với vai diễn trong phim Viva Maria! (1965) của Louis Malle, bà được đề cử giải BAFTA cho nữ diễn viên nước ngoài xuất sắc nhất.
Bardot rút khỏi ngành công nghiệp giải trí vào năm 1973. Bà đã tham gia diễn xuất 47 bộ phim, diễn trong nhiều vở nhạc kịch và ghi lại hơn 60 ca khúc. Bà được trao huân chương Bắc Đẩu Bội tinh vào năm 1985 nhưng từ chối nhận nó. Sau khi giải nghệ, bà trở thành một nhà hoạt động vì quyền động vật. Trong thập niên 2000, bà làm dấy lên tranh cãi khi phê phán nạn nhập cư và Hồi giáo ở Pháp, ngoài ra bà còn bị phạt tới 5 lần vi kích động thù hận chủng tộc. Bà đã kết hôn với Bernard d'Ormale –  một cựu cố vấn cho Marine Le Pen – thủ lĩnh chính trị phe cực hữu chính tại Pháp.

## Thân thế
Brigitte Anne-Marie Bardot sinh ngày 28 tháng 9 năm 1934 ở quận 15, Paris, là con gái của Louis Bardot (1896–1975) và Anne-Marie Mucel (1912–1978). Cha của Bardot có gốc gác từ Ligny-en-Barrois, là một kỹ sư và sở hữu nhiều nhà máy công nghiệp ở Paris. Mẹ bà là con gái của một giám đốc công ty bảo hiểm. Bà lớn lên trong một gia đình Cơ đốc giáo bảo thủ, giống như cha của bà. Bà mắc chứng nhược thị khi còn bé, làm cho con mắt trái của bà bị suy giảm thị lực. Bà có một cô em gái tên là Mijanou.
Tuổi thơ Bardot sống trong sung túc; bà sống trong căn hộ cớ tới 7 phòng ngủ của gia đình ở quận 16 xa hoa. Tuy nhiên, bà nhớ lại cảm giác bực bội trong những năm đầu đời. Cha bà yêu cầu bà phải tuân theo những hành vi chuẩn mực khắt khe, chẳng hạn như cách xử sự tốt trên bàn ăn và bà phải mặc quần áo đúng lễ nghi. Mẹ bà rất khắt khe trong việc chọn bạn đồng hành cho bà, hệ quả là Bardot có rất ít bạn thời thơ ấu. Bardot nhắc đến sự cố đau lòng trong đời bà khi hai chị em bà làm vỡ chiếc bình yêu quý của cha mẹ trong lúc họ đang chơi trong nhà; ông bố đã đánh hai chị em 20 cái và sau đấy đối xử với họ như "người lạ", yêu cầu hai đứa con xưng hô với cha mẹ bằng đại từ "vous" – một cách xưng hô trang trọng, được dùng đến khi nói chuyện với những người xa lạ hoặc có địa vị cao hơn ngoài gia đình ruột thịt. Sự cố ấy đã làm Bardot cảm thấy tức giận với cha mẹ mình, là nguyên cớ dẫn đến lối sống nổi loạn của bà sau này.
Trong Thế chiến II, thời điểm Paris bị Đức Quốc Xã chiếm đóng, Bardot dành nhiều thời gian tại gia hơn do lệnh giám sát dân sự ngày một nghiêm ngặt. Bà say mê nhảy múa theo điệu nhạc từ đĩa hát, làm cho mẹ bà thấy con gái mình có tiềm năng về sự nghiệp múa ba lê. Bardot được nhận vào trường tư thục Cours Hattemer năm lên 7 tuổi. Bà tới trường ba ngày mỗi tuần, giúp bà có thời gian rảnh để tham gia lớp học múa tại một studio ở địa phương, dưới sự sắp xếp của mẹ. Năm 1949, Bardot được nhận vào trường Conservatoire de Paris. Trong 3 năm, bà đã dự các lớp học múa ba lê do biên đạo múa người Nga Boris Knyazev tổ chức. Bà cũng theo học Institut de la Tour, một trường trung học Công giáo tư thục ở gần nhà.
Năm 1949, Hélène Gordon-Lazareff – tổng biên tập của tạp chí Elle và Le Jardin des Modes thời điểm đó, đã thuê Bardot làm người mẫu "nhí". Ngày 2 tháng 5 năm 1949, Bardot (lúc ấy chưa đầy 15 tuổi) xuất hiện trên bìa tạp chí Elle, đem đến cho bà lời mời diễn xuất trong phim Les Lauriers sont coupés từ đạo diễn Marc Allégret. Cha mẹ bà phản đối con gái làm diễn viên, nhưng ông nội của bà lại ủng hộ khi nói rằng "nếu con bé trở thành điếm thì đấy không phải là do điện ảnh." Tại buổi thử vai, Bardot gặp Roger Vadim và sau đó được ông này thông báo rằng bà không giành được vai. Sau đấy họ phải lòng nhau. Cha mẹ bà phản đối kịch liệt tình cảm của hai người; tối nọ cha bà nói với con gái mình rằng bà sẽ tiếp tục đi học ở Anh và ông đã mua cho bà một chiếc vé tàu, chuyến đi dự kiến khởi hành trong ngày hôm sau. Bardot đã phản ứng bằng cách chui đầu vào lò nướng đang bật lửa; cha mẹ bà kịp thời ngăn con gái hành động dại dột và sau cùng chấp nhận tình yêu của bà với Vadim, với điều kiện là bà phải đợi đến khi 18 tuổi mới lấy Vadim.

## Sự nghiệp

### Khởi nghiệp

Bardot vào năm 1953

Bardot một lần nữa xuất hiện trên bìa tạp chí Elle vào năm 1952, giúp bà nhận được lời mời đóng phim hài Le Trou normand (1952), có sự tham gia diễn xuất của Bourvil và Jean Boyer làm đạo diễn. Bà được trả 200.000 franc (tức 4.700 euro năm 2019) cho một vai nhỏ, đóng người họ hàng của nhân vật chính. Bardot có vai diễn điện ảnh thứ hai trong Manina, la fille sans voiles (1953), do Willy Rozier làm đạo diễn. Bà cũng tham gia đóng các phim Les Dents longues và Le Portrait de son père (cả hai ra mắt năm 1953).
Bardot có một vai nhỏ trong bộ phim do Hollywood tài trợ được ghi hình ở Paris, mang tên Act of Love (1953), với sự tham gia của Kirk Douglas. Bà được giới truyền thông chú ý khi tham dự Liên hoan phim Cannes vào tháng 4 năm 1953.
Bardot đóng vai chính trong bộ phim tâm lý tình cảm của Ý mang tên Tradita (1954) và trong bộ phim hài phiêu lưu Le Fils de Caroline chérie (1954) của Pháp. Bà có một màn thể hiện hay khi hóa thân vào vai nữ sinh có sở thích tán tỉnh trong Futures vedettes (1955), đóng cặp cùng Jean Marais và do Marc Allégret làm đạo diễn.
Bardot có một vai khá tiếng tăm bằng tiếng Anh trong phim Doctor at Sea (1955), bà vào vai nhân tình của Dirk Bogarde. Đây là bộ phim nổi tiếng thứ ba tại phòng vé của Anh năm đó.
Bà có một vai nhỏ trong phim Les Grandes Manœuvres (1955) của đạo diễn René Clair, diễn cùng Gérard Philipe và Michelle Morgan. Vai diễn tầm cỡ hơn của bà đến trong phim La Lumière d'en face (1956) của đạo diễn Georges Lacombe. Bà còn tham gia một bộ phim của Hollywood nữa là Helen of Troy, thủ vai hầu gái của Helen.
Trong bộ phim điện ảnh Ý Mio figlio Nerone (1956), Bardot được đạo diễn đề nghị đóng vai cô gái tóc vàng. Thay vì đội tóc giả để che đi mái tóc nâu tự nhiên, bà lại quyết định nhuộm tóc. Bà rất hài lòng với mái tóc mới nhuộn nên quyết định giữ lại màu tóc ấy.

### Vươn tầm minh tinh

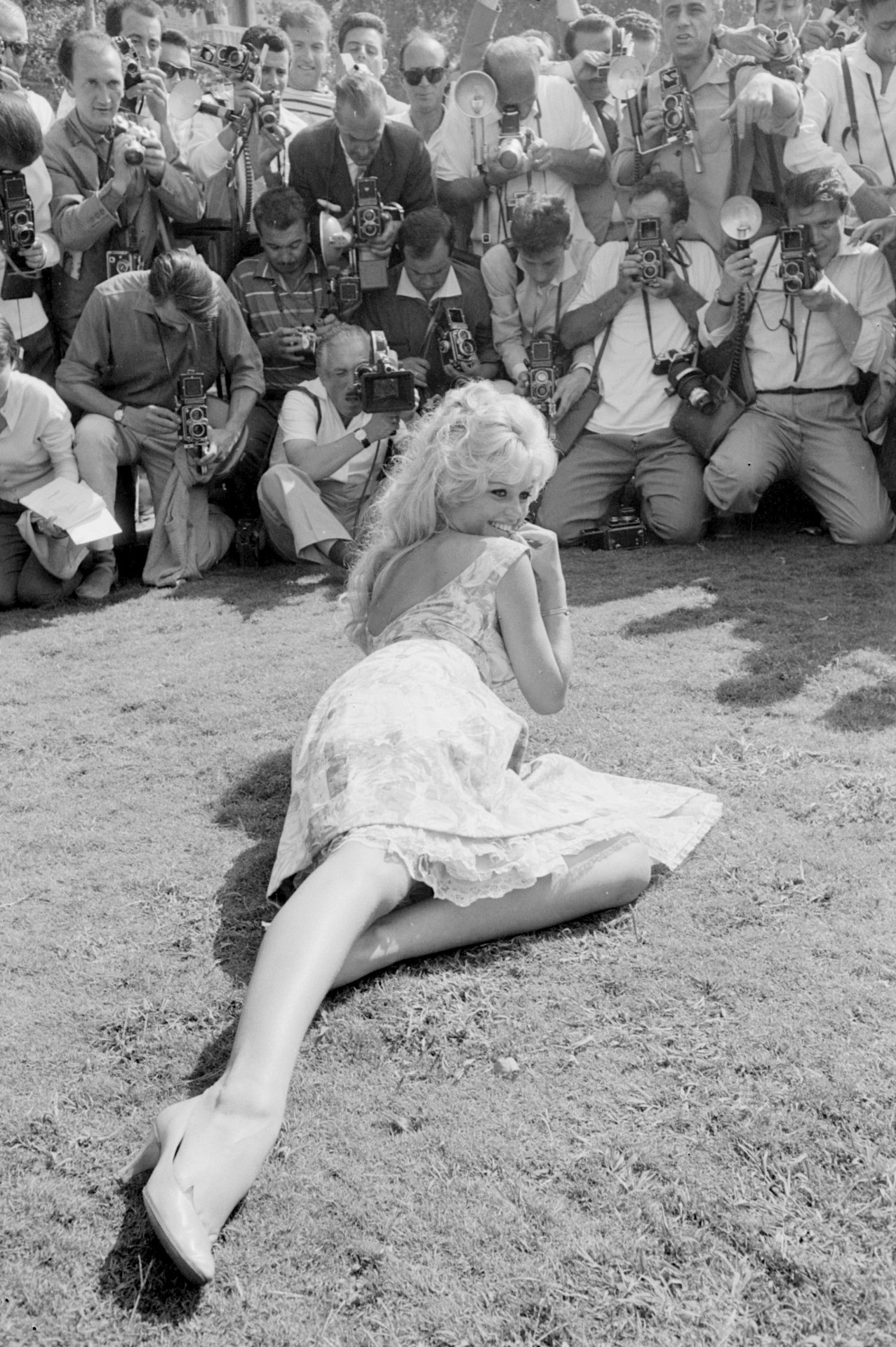
Bardot tại Liên hoan phim Venezia 1968.

Bardot ghi dấu trong bốn bộ phim biến bà thành ngôi sao điện ảnh. Đầu tiên là phim nhạc kịch Cette sacrée gamine (1956), trong phim Bardot thủ vai một nữ sinh rắc rối. Phim do Michel Boisrond làm đạo diễn với kịch bản được đồng chắp bút bởi Roger Vadim và trở thành cú hit phòng vé, là phim ăn khách đứng thứ 12 trong năm tại Pháp. Kế đến là tác phẩm hài En effeuillant la marguerite (1956) do Vadim viết kịch bản cùng đạo diễn Marc Allégret, bộ phim này tạo nên một thành công nữa ở Pháp. Tương tự là bộ phim hài La mariée est trop belle (1956) với Louis Jourdan.
Cuối cùng là bộ phim tâm lý tình cảm Et Dieu... créa la femme (1956) – tác phẩm đạo diễn đầu tay của Vadim với Bardot đóng cặp cùng Jean-Louis Trintignant và Curt Jurgens. Nội dung phim nói về một thiếu niên bất trị trong một thị trấn nhỏ đoan trang; tác phẩm gặt hái thành công lớn, không chỉ Pháp mà trên toàn thế giới – nằm trong top 10 phim nổi tiếng nhất ở Anh vào năm 1957. Phim biến Bardot thành ngôi sao tầm cỡ quốc tế. Kể từ năm 1956, bà được ca ngợi là "cô đào đỏng đảnh quyến rũ". Bộ phim đã gây xúc phạm tại Hoa Kỳ và làm các nhà quản lý rạp từng bị bắt vì chiếu phim.
Trong những năm đầu sự nghiệp, những tấm ảnh chụp bởi nhiếp ảnh gia chuyên nghiệp Sam Lévin đã góp phần xây dựng hình ảnh gợi cảm của Bardot. Trong đó một tấm hình chụp Bardot từ phía sau đang mặc chiếc áo nịt ngực màu trắng. Nhiếp ảnh gia người Anh Cornel Lucas là người chụp các tấm hình Bardot ở các thập niên 1950 và 1960, trở thành hình hài đại diện của cô trước công chúng.
Sau Et Dieu... créa la femme, Bardot tham gia phim Une parisienne (1957), một tác phẩm hài có sự diễn xuất của Charles Boyer với Boisrond làm đạo diễn. Bà tái hợp với Vadim trong một tác phẩm tâm lý tình cảm nữa là Les bijoutiers du clair de lune (1958) và hóa thân một tội phạm quyến rũ Jean Gabin trong En cas de malheur (1958). En cas de malheur là bộ phim được xem nhiều thứ 13 trong năm ở Pháp.
Phim La Femme et le Pantin (1959) của đạo diễn Julien Duvivier khá nổi tiếng, song Babette s'en va-t-en guerre (1959), một phim hài mà Bardot đóng lấy bối cảnh trong Thế chiến II mới thực sự là một cú hích phòng vé, là phim điện ảnh ăn khách thứ 4 trong năm tại Pháp. Ngoài ra bà còn đóng trong Voulez-vous danser avec moi? (1959) của Boisrond.
Dự án phim kế tiếp của bà là tác phẩm chính kịch xử án La Vérité (1960) của Henri-Georges Clouzot. Đây là một tác phẩm được trình chiếu rộng rãi, làm cho Bardot ngoại tình và có ý định tự tử. Đây là phim thành công nhất của Bardot về mặt thương mại từ trước đến nay tại Pháp, phim ăn khách thứ ba trong năm và giành được đề cử Oscar cho Phim ngoại ngữ hay nhất. Bardot được trao giải David di Donatello cho nữ diễn viên nước ngoài xuất sắc nhất nhờ vai diễn trong phim.

### Những bộ phim cuối
Từ năm 1969 đến 1978, Bardot là gương mặt chính thức của Marianne (người từng bị ẩn danh) để đại diện cho tự do của Pháp.
Phim Les Femmes (1969) thất bại về mặt doanh thu, mặc dù phim hài gàn dở L'Ours et la Poupée (1970) thể hiện tốt hơn một chút. Những tác phẩm cuối của bà đa số là phim hài: Les Novices (1970), Boulevard du Rhum (1971) (với Lino Ventura). Les Pétroleuses (1971) là phim nổi tiếng hơn, nhờ có Bardot đóng cặp cùng Claudia Cardinale. Bà có thêm một phim nữa với Vadim, Don Juan ou Si Don Juan était une femme... (1973), thủ vai nhân vật tiêu đề. Vadim cho biết bộ phim thể hiện "ở dưới cái mà người ta gọi 'huyền thoại Bardot' là một điều thú vị, ngay cả khi cô ấy chưa bao giờ được xem là nữ diễn viên chuyên nghiệp nhất thế giới. Trong nhiều năm, kể từ khi cô ấy già đi và huyền thoại Bardot chỉ còn là một món đồ lưu niệm... Tôi tò mò về cô ấy dưới hình hài phụ nữ và tôi phải đi đến tận cùng với cùng với cô ấy, để thoát khỏi cổ và thể hiện nhiều thứ mà tôi cảm nhận được ở cổ. Brigitte luôn tạo ấn tượng về tự do tình dục – cô ấy hoàn toàn là người tự do và cởi mở mà không hề có chút đả kích nào. Vì thế tôi đem đến cho cô ấy một phần của đàn ông – điều ấy làm tôi thấy thích thú".
"Nếu Don Juan không phải phim cuối cùng của tôi thì bộ phim kế tiếp sẽ là phim cuối", Bardot đã nói vậy trong lúc ghi hình phim. Bà đã giữ lời và chỉ làm thêm một phim nữa là L'histoire très bonne et très joyeuse de Colinot Trousse-Chemise (1973). Năm 1973, Bardot thông báo giải nghệ diễn xuất nhằm "rút lui một cách thanh lịch".

## Hoạt động vì quyền động vật
Sau khi góp mặt trong hơn 40 tác phẩm điện ảnh và thu âm nhiều album nhạc, Bardot đã sử dụng danh tiếng của mình để quảng bá quyền động vật. Năm 1986, bà thành lập Quỹ Brigitte Bardot nhằm chăm sóc và bảo vệ động vật. Bà trở thành một người ăn chay và chi ra 3 triệu đồng franc (tương đương 811.000 euro vào năm 2020) để gây quỹ bằng cách đem bán đấu giá đồ trang sức và các vật tư. Bà là một người hoạt động vì quyền động vật tích cực và kịch liệt phản đối tiêu thụ thịt ngựa. Nhằm ủng hộ bảo vệ động vật, bà đã lên án nạn săn hải cẩu ở Canada trong chuyến ghé thăm tới đất nước này cùng với Paul Watson của Hiệp hội bảo tồn Chăm sóc Biển. Ngày 25 tháng 11 năm 2011, Hiệp hội bảo tồn Chăm sóc Biển đã đổi tên con tàu đánh chặn nhanh của họ là MV Gojira thành MV Brigitte Bardot nhằm cảm kích sự ủng hộ của bà.
Bà từng có một lần thiến một con lừa của hàng xóm trong lúc đang chăm sóc nó, với lý do nó đã "quấy rối tình dục" con lừa và ngựa cái của bà, làm cho bà bị chủ của con lừa đâm đơn kiện vào năm 1989. Năm 1999, Bardot viết một bức thư gửi cho Chủ tịch Trung Quốc Giang Trạch Dân (có đăng trên tạp chí VSD của Pháp), trong đó cáo buộc Trung Quốc "tra tấn loài gấu và sát hại những con hổ và tê giác cuối cùng của thế giới để chế thuốc kích dục". Bà còn quyên góp hơn 140.000 USD trong hơn 2 năm cho chương trình triệt sản hàng loạt và nhận nuôi chó vô gia cư của Bucharest, ước tính lên tới 300.000 cá thể.
Tháng 8 năm 2010, Bardot viết một bức thư gủi cho Nữ hoàng Đan Mạch Margrethe II của Đan Mạch nhằm kêu gọi nữ hoàng ngừng săn cá heo ở Quần đảo Faroe. Trong nội dung bức thư, Bardot miêu tả hành động trên là một "cảnh tượng khủng khiếp", là "nỗi hổ thẹn cho Đan Mạch và Quần đảo Faroe ... Đây không phải là săn bắt mà là tàn sát hàng loạt ... một thứ truyền thống lỗi thời không có lời bào chữa thỏa đáng nào trong thế giới ngày nay". Ngày 22 tháng 4 năm 2011, bộ trưởng văn hóa Frédéric Mitterrand của Pháp chính thức đưa bộ môn đấu bò vào danh sách di sản văn hóa quốc gia. Bardot đã viết một bức thư chỉ trích kịch liệt ông về vấn đề này.
Kể từ năm 2013 trở đi, hai tổ chức là Quỹ Brigitte Bardot và Kagyupa International Monlam Trust của Ấn Độ đã phối hợp để tổ chức một Trại chăm sóc thú y thường niên. Bardot đưa ra cam kết vì quyền động vật ở Bodh Gaya từ năm này qua năm khác. Ngày 23 tháng 7 năm 2015, Bardot phản đối kế hoạch sát hại 2 triệu con mèo của chính trị gia người Úc Greg Hunt nhằm bảo vệ những loài có nguy cơ tuyệt chủng như Warru và vẹt đêm.

## Đời tư

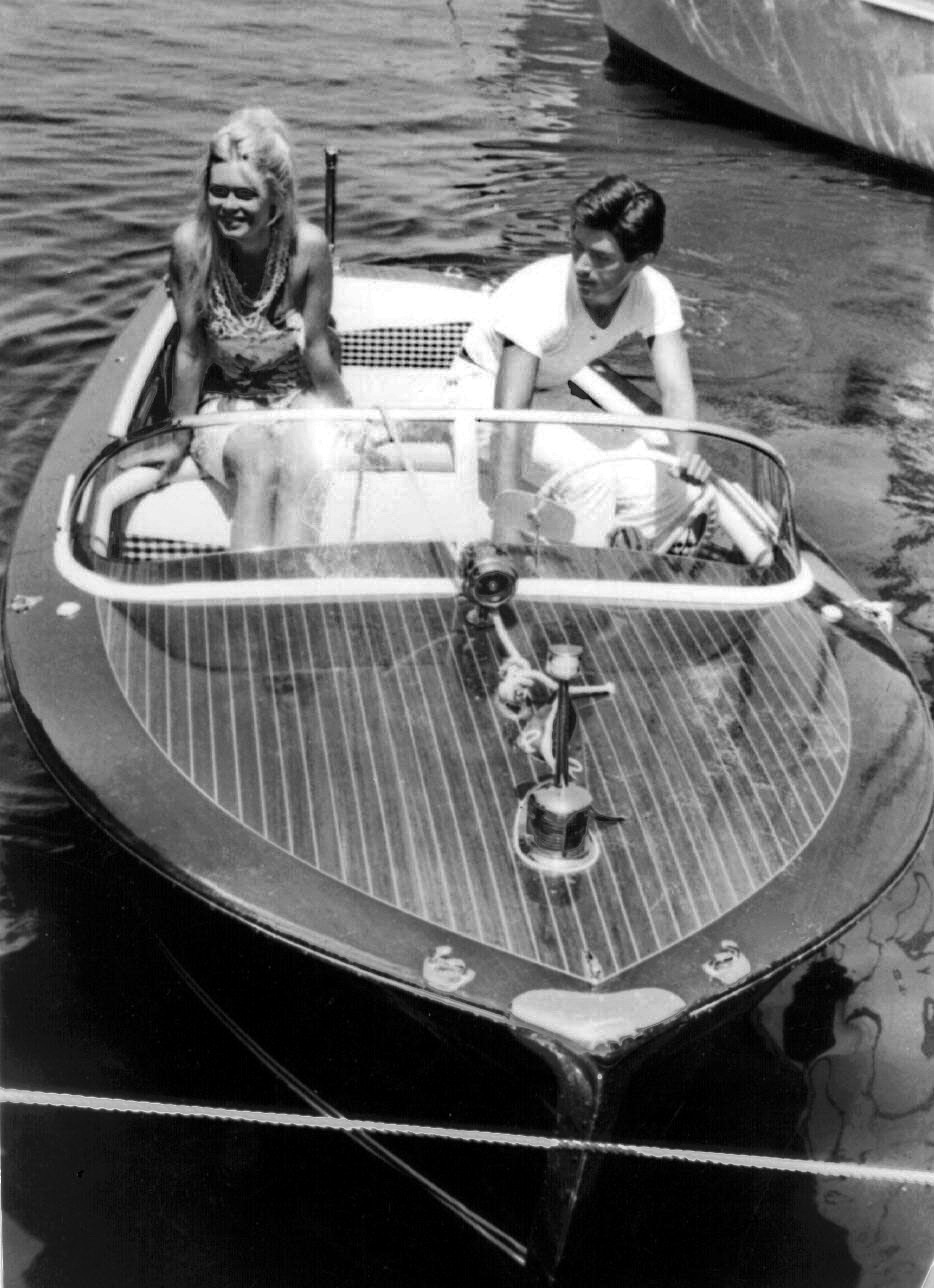
Bardot và Sami Frey tại Saint-Tropez, 1963

Ngày 20 tháng 12 năm 1952, tức năm 18 tuổi, Bardot cưới đạo diễn Roger Vadim. Họ ly hôn vào năm 1957; cặp đôi không có con nhưng vẫn giữ liên lạc, thậm chí còn hợp tác trong một số dự án về sau. Nguyên nhân dẫn đến vụ ly hôn là do Bardot ngoại tình với hai người đàn ông khác. Năm 1956, bà có quan hệ tình cảm với Jean-Louis Trintignant, bạn diễn của bà trong La Femme et le Pantin. Trintignant lúc bấy giờ đã kết hôn với nữ diễn viên Stéphane Audran. Hai người sống chung trong hai năm, cả trước lẫn sau khi Bardot ly dị Vadim song chưa bao giờ kết hôn. Mối quan hệ của họ trở nên phức tạp bởi Trintignant thường xuyên vắng mặt do bận nghĩa vụ quân sự và Bardot ngoại tình với nhạc sĩ Gilbert Bécaud.
Đầu năm 1958, vụ chia tay nhanh chóng với Trintignant được cho là nguyên nhân làm bà bị suy nhược thần kinh ở Ý, theo lời báo chí đưa tin. Có tin bà thậm chí đã uống thuốc ngủ để tự sát hai hôm trước, song người quản lý quan hệ công chúng của bà phủ nhận thông tin này. Bà hồi phục sau vài tuần và bắt đầu mối quan hệ với nam diễn viên Jacques Charrier. Bà mang bầu trước khi họ kết hôn vào ngày 18 tháng 6 năm 1959. Đứa con duy nhất của Bardot mang tên Nicolas-Jacques Charrier chào đời ngày 11 tháng 1 năm 1960. Sau khi bà và Charrier ly dị vào năm 1962, Nicolas được nuôi lớn trong gia đình nhà Charrier và ít tiếp xúc với mẹ đẻ cho đến khi cậu trưởng thành.
Bardot có quan hệ tình ái với Glenn Ford vào đầu thập niên 1960. Từ năm 1963 đến 1965, bà sống chung với nhạc sĩ Bob Zagury. Vụ hôn nhân thứ ba của Bardot là với vị tỷ phú ăn chơi khét tiếng người Đức Gunter Sachs, kéo dài từ 14 tháng 7 năm 1966 đến 7 tháng 10 năm 1969, dù cho họ đã ly thân vào năm trước. Năm 1968, bà bắt đầu hẹn hò với Patrick Gilles, bạn diễn trong phim L'Ours et la Poupée (1970); nhưng mối quan hệ của họ chấm dứt vào mùa xuân năm 1971. Trong nhiều năm sau đó, Bardot liên tiếp hẹn hò với bartender/hưỡng dẫn viên trượt tuyết Christian Kalt, chủ câu lạc bộ Luigi Rizzi, ca sĩ Serge Gainsbourg, nhà văn John Gilmore, nam diễn viên Warren Beatty và Laurent Vergez, bạn diễn trong Don Juan ou Si Don Juan était une femme....
Năm 1974, Bardot xuất hiện trong một ảnh chụp khỏa thân trên tạp chí Playboy nhằm mừng sinh nhật thứ 40 của mình. Năm 1975, bà có quan hệ tình cảm với nghệ sĩ Miroslav Brozek và làm mẫu tạo dáng cho các tác phẩm điêu khắc của ông. Brozek cũng là một diễn viên với nghệ danh là Jean Blaise. Cặp đôi chung sống tại ngôi nhà La Madrague ở Saint-Tropez. Họ chia tay vào tháng 12 năm 1979.
Từ năm 1980 đến 1985, Bardot có quan hệ mặn nồng với nhà sản xuất truyền hình người Pháp Allain Bougrain-Dubourg. Ngày 28 tháng 9 năm 1983, nhân kỷ niệm sinh nhật tuổi 49, Bardot đã uống quá liều thuốc ngủ hoặc thuốc an thần trộn với rượu đỏ. Bà được chở khẩn cấp tới bệnh viện và được cứu mạng sau khi các bác sĩ sử dụng một chiếc máy bơm dạ dày để hút đống thuốc từ trong người bà. Bardot được điều trị ung thư vú vào các năm 1983 và 1984. Người chồng thứ tư và hiện tại của Bardot là Bernard d'Ormale; họ kết hôn kể từ ngày 16 tháng 8 năm 1992.

### Các vấn đề chính trị và pháp lý

Bardot và Giáo hoàng Gioan Phaolô II tại Rome vào năm 1995

Bardot đã lên tiếng ủng hộ Tổng thống Charles de Gaulle vào thập niên 1960. Trong cuốn sách xuất bản năm 1999 Le Carré de Pluton ("Hình vuông của Pluton"), Bardot đã phê phán nghi thức giết mổ cừu trong Lễ hội Hồi giáo ở Eid al-Adha. Bên cạnh đó, trong một phần của cuốn sách có nhan đề "Bức thư ngỏ cho nước Pháp đánh mất của tôi", Bardot viết rằng "đất nước của tôi, nước Pháp, quê nhà của tôi, vùng đất của tôi một lần nữa bị xâm lăng bởi quá đông người nước ngoài sinh sống, đặc biệt là người đạo Hồi". Vì bình luận này mà một tòa án của Pháp đã phạt bà 30.000 đồng franc (tức 6.000 euro năm 2019) vào tháng 6 năm 2000. Bà đã bị phạt vào năm 1997 vì cho xuất bản bức thư gốc trong Le Figaro và dính án phạt thêm một lần nữa vì những phát ngôn tương tự vào năm 1998.
Trong tựa sách Un cri dans le silence (Tiếng hét trong im lặng) ra mắt năm 2003, bà so sánh những người bạn đồng tính thân thiết của mình với những người đồng tính "lắc lư đít, trỏ những ngón tay út của họ lên không trung và cất giọng bị thiến của họ rên rỉ nói về những kẻ dị tính kinh khủng ấy đã bắt họ phải trải qua," và cho rằng những người người đồng tính lúc bấy giờ cư xử như "những tên đồng bóng ở hội chợ". Để tự bào chữa mình, Bardot viết một bức thư gửi cho một tạp chí đồng tính của Pháp ghi rằng: "Ngoại trừ chồng tôi (có thể vào một ngày nào đó cũng sẽ theo xu hướng này luôn), tôi hoàn toàn bị vây quanh bởi những người đồng tính. Trong nhiều năm, họ là sự ủng hộ, bạn bè, con nuôi, những người bạn tâm giao của tôi."
Ngày 10 tháng 6 năm 2004, tòa án Pháp kết tội Bardot lần thứ tư vì kích động thù hận chủng tộc và tuyên án phạt bà 5.000 euro. Bardot phủ nhận cáo buộc gây thù hận chủng tộc và xin lỗi trước tòa: "Tôi không bao giờ cố ý muốn làm tổn thương ai cả. Đấy không phải tính cách của tôi." Năm 2008, Bardot bị kết tội kích động thù hận chủng tộc/tôn giáo do dính líu tới một bức thư mà bà viết (một bản sao của bức thư được gửi cho Nicolas Sarkozy khi ông là Bộ trưởng Nội vụ Pháp). Bức thư ghi lại sự phản đối của bà với nghi thức giết cừu của người Hồi giáo ở Pháp bằng cách rạch cổ chúng mà không gây mê trước. Bà còn phát ngôn rằng khi nhắc đến người đạo Hồi, bà "chán ngấy với việc nằm dưới sự chi phối của đám dân cơ đang hủy hoại chúng ta, hủy hoại đất nước của chúng ta và áp đặt những thói quen của họ". Phiên tòa khép lại vào ngày 3 tháng 6 năm 2008, một mức án và phí phạt 15.000 euro – mức phí phạt cao nhất mà bà phải nhận tính đến này. Công tố viên cho biết cô đã chán ngấy việc cáo buộc Bardot với những tội danh gây hận thù chủng tộc của bà.

### Liên hệ tới Le Pen
Chồng của Bardot là Bernard d'Ormale – cựu cố vấn của Jean-Marie Le Pen, cựu thủ lĩnh của Đảng Mặt trận Quốc gia thuộc phe cực hữu (nay là Đảng Mặt trận Quốc gia Pháp); đây là đảng cực hữu chính ở Pháp nổi tiếng với niềm tin về chủ nghĩa dân tộc. Bardot lên tiếng ủng hộ Marine Le Pen, thủ lĩnh của Đảng Mặt trận Quốc gia, ví cô là "Jeanne d'Arc của thế kỉ 21". Bà vận động cho Le Pen trong các cuộc bầu cử tổng thống năm 2012 và 2017.

## Dấu ấn

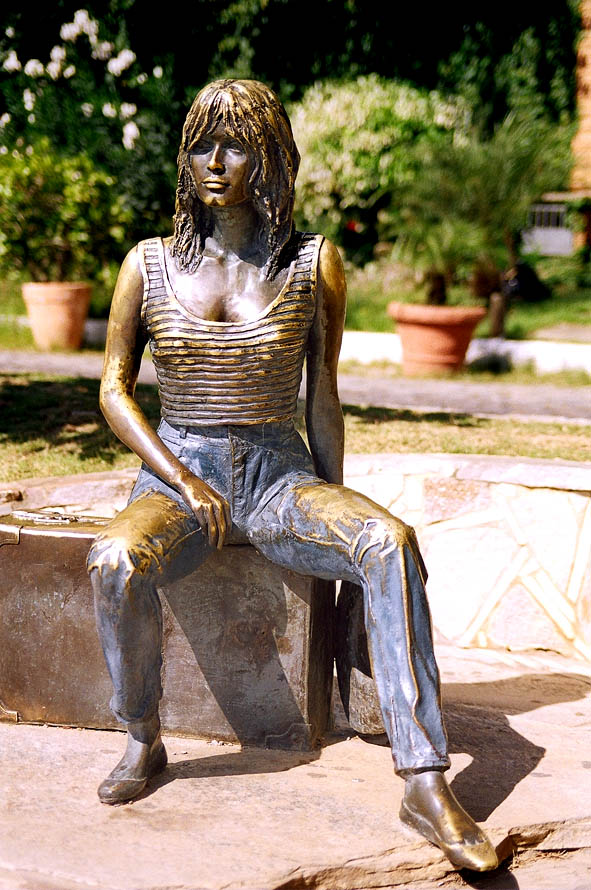
Tượng Brigitte Bardot đặt ở Búzios, Brasil

Trong ngành thời trang, đường viền cổ áo Bardot (đường viền rộng để lộ cả hai vai) được đặt theo tên bà. Bardot là người phổ biến phong cách thời trang này, đặc biệt được dùng cho áo len dệt kim hoặc váy jumper, dù cho nó cũng được dùng cho các loại áo và váy khác. Bardot còn là người phổ biến bộ bikini trong những bộ phim đầu của bà như Manina (1952). Năm 1953, bà còn làm mẫu chụp ảnh mặc bộ bikini trên mọi bãi biển ở miền Nam nước Pháp trong thời gian tổ chức Liên hoan phim Cannes. Bà đã gây được nhiều chú ý hơn nữa khi đang ghi hình Et Dieu... créa la femme (1956) với Jean-Louis Trintignant. Trong phim, Bardot thủ vai một thiếu nữ bất trị đang nhảy cẫng lên trong bộ bikini nhằm quyến rũ đàn ông trong một thị trấn nhỏ đoan trang. Tác phẩm gặt thành công lớn trên thị trường quốc tế. Ở thập niên 1950, bộ bikini được đón nhận khá nồng nhiệt ở Pháp nhưng lại bị xem là khiếm nhã ở đất Mỹ. Cuối năm 1959, Anne Cole - một trong những nhà thiết kế áo tắm lớn nhất Hoa Kỳ chia sẻ: "Nó chỉ đơn thuần là chiếc G-string thôi. Mặc nó gần như là bất lịch sự vậy."
Bà còn đem đến cho thời trang kiểu tóc choucroute ("Dưa cải") (một kiểu búi tóc hình tổ ong) và bộ quần áo dệt vải gingham sau khi bà mặc một chiếc váy hồng kẻ ca-rô do Jacques Esterel thiết kế tại đám cưới của bà với Charrier. Bardot là đối tượng trong một bức họa của Andy Warhol. Tư thế Bardot miêu tả một bức chân dung làm mẫu biểu tượng được chụp vào khoảng năm 1960 khi Bardot chỉ mặc mỗi chiếc quần vớ màu đen, bắt chéo chân lên phía trước và bắt chéo tay ôm ngực. Tư thế này đã được lặp lại nhiều lần bởi những người mẫu và người nổi tiếng như Lindsay Lohan, Elle Macpherson và Monica Bellucci.
Ngoài việc phổ biến bộ đồ tắm bikini, Bardot còn được ghi nhận vì đã có công quảng bá thành phố Saint-Tropez và thị trấn Armação dos Búzios ở Brasil lúc ghé thăm vào năm 1964 cùng bạn trai lúc đó là nhạc sĩ người Brasil Bob Zagury. Nơi bà nghỉ chân ở Búzios ngày nay là một khách sạn nhỏ tên là Pousada do Sol và cũng là một nhà hàng Pháp, Cigalon. Trong thị trấn có một bức tượng chân dung Bardot do Christina Motta thiết kế.
Bardot là thần tượng hồi trẻ của hai nhạc sĩ John Lennon và Paul McCartney. Họ đã định ghi hình một bộ phim có sự góp mặt của The Beatles và Bardot, giống với phim A Hard Day's Night, song kế hoạch ấy chưa bao giờ thành hiện thực. Vợ đầu của Lennon là Cynthia Powell đã nhuộm tóc sáng màu để trông gần giống Bardot hơn, còn George Harrison đã so sánh giữa Bardot và người vợ đầu Pattie Boyd của ông, như Cynthia sau này kể trong A Twist of Lennon. Lennon và Bardot đã có một lần gặp nhau vào năm 1968 tại Khách sạn Mayfair, theo lời giới thiệu của Derek Taylor (nhân viên báo chí của Beatles); do quá lo lắng mà Lennon đã dùng thuốc LSD trước khi đến, và cả hai ngôi sao đều gây những ấn tượng không mấy thiện cảm về nhau. (Lennon ghi trong cuốn hồi kí, "Tôi thì dùng LSD, còn cô ấy thì bỏ đi mất.") Theo những dòng ghi chú trong album đầu tay (trùng tên) của mình, nhạc sĩ Bob Dylan dành tặng bài đầu tiên mà ông từng sáng tác cho Bardot. Ông cũng nhắc đến tên bà trong "I Shall Be Free", ca khúc xuất hiện trong album thứ hai The Freewheelin' Bob Dylan của ông. Buổi triển lãm chính thức đầu tiên với điểm nhấn là ảnh hưởng và dấu ấn của Bardot đã được mở tại Boulogne-Billancourt vào ngày 29 tháng 9 năm 2009, nhân dịp kỷ niệm sinh nhật tuổi 75 của bà. Nhóm nhạc pop người Úc Bardot đã được đặt theo tên bà.

## Danh sách phim
- Sự nghiệp điện ảnh của Brigitte Bardot

## Danh sách đĩa nhạc
Bardot đã phát hành nhiều album và đĩa đơn trong các thập niên 1960 và 1970
- "Sidonie" (1961, Barclay), lời bởi Charles Cros, nhạc bởi Jean-Max Rivière và Yanis Spanos, guitar bởi Brigitte – bài hát đầu tiên trích từ phim Vie privée
- Brigitte Bardot Sings (1963, Philips) – hợp tác giữa Serge Gainsbourg ("L'Appareil à sous", "Je me donne à qui me plaît"), Jean-Max Rivière  trong vai trò sáng tác ("La Madrague") và ca sĩ thể hiện ("Tiens ! C'est toi!") là Claude Bolling và Gérard Bourgeois
- B.B. (1964, Philips) với Claude Bolling, Alain Goraguer, Gérard Bourgeois
- "Ah ! Les p'tites femmes de Paris", song ca với Jeanne Moreau trong phim Viva Maria (1965, Philips), do Georges Delerue làm đạo diễn
- Brigitte Bardot Show 67 (1967, Mercury) với Serge Gainsbourg (sáng tác "Harley Davidson", "Comic Strip", "Contact" và "Bonnie and Clyde"), Sacha Distel, Manitas de Plata, Claude Brasseur và David Bailey
- Brigitte Bardot Show (1968, Mercury), nhạc hiệu bởi Francis Lai
- Je t'aime... moi non-plus, song ca năm 1968 với Serge Gainsbourg
- [Burlington Cameo Brings You] Special Bardot (1968. RCA) với "The Good Life" của Sacha Distel và "Comic Strip (với Gainsbourg) bằng tiếng Anh
- Đĩa đơn "Bonnie and Clyde" song ca với Serge Gainsbourg (Fontana)
- "La Fille de paille"/"Je voudrais perdre la mémoire" (1969, Philips), hợp tác với Gérard Lenorman
- Tu veux ou tu veux pas (1970, Barclay) với bài hit "Tu veux ou tu veux pas" (bản Pháp hóa của bài hát tiếng Brazi "Nem Vem Que Não Tem"), do François Bernheim làm đạo diễn; "John and Michael", bài thánh ca cho tình yêu chung; "Mon léopard et moi", hợp tác với Darry Cowl và "Depuis que tu m'as quitté"
- "Nue au soleil"/"C'est une bossa nova" (1970, Barclay)
- "Chacun son homme", song ca với Annie Girardot trong Les Novices (1970, Barclay)
- "Boulevard du rhum" và "Plaisir d'amour", song ca với Guy Marchand, trong Boulevard du rhum (1971, Barclay)
- "Vous ma lady", song ca với Laurent Vergez, và "Tu es venu mon amour" (1973, Barclay)
- "Le Soleil de ma vie", song ca với Sacha Distel
- "Toutes les bêtes sont à aimer" (1982, Polydor)

## Sách
Bardot đã chắp bút 5 tựa sách gồm:
- Noonoah: Le petit phoque blanc (Grasset, 1978)
- Initiales B.B. (autobiography, Grasset & Fasquelle, 1996)
- Le Carré de Pluton (Grasset & Fasquelle, 1999)
- Un Cri Dans Le Silence (Editions Du Rocher, 2003)
- Pourquoi? (Editions Du Rocher, 2006)